# La Nación (1916-1918)
La Nación fue un periódico editado en la ciudad española de Madrid entre 1916 y 1918.

## Historia
Editado en Madrid y fundado por Alfonso María García de Polavieja, II marqués de Polavieja, figura destacada del Partido Conservador, se publicó durante la Primera Guerra Mundial con ayuda económica alemana. El periódico, cuyo primer número apareció el 23 de octubre de 1916, mostró un claro posicionamiento germanófilo en lo referente a la contienda. En sus páginas se incluyeron firmas de autores como Emilia Pardo Bazán, o Emiliano Ramírez Ángel, entre otros. Fue dirigido por el propio Polavieja y, más tarde, por el notorio periodista germanófilo Juan Pujol Martínez. Cesó el 31 de diciembre de 1918.